# Ананкастное расстройство личности
Ананка́стное расстройство личности (от др.-греч. ἀναγκαστῶς — принуждённый; устар. расстройство личности ананкастического типа), обсесси́вно-компульси́вное расстройство личности (от лат. obsessio — одержимость идеей и лат. compulsio — принуждение) — расстройство личности, характеризующееся чрезмерной склонностью к сомнениям, поглощённостью деталями, излишним перфекционизмом, упрямством, а также периодически возникающими обсессиями и/или компульсиями. Включено в МКБ-10 и DSM-5.

## Диагноз

### МКБ-10
Диагностические критерии из адаптированной для использования в России версии Международной классификации болезней 10-го пересмотра МКБ-10 (общие диагностические критерии расстройств личности, соответствие которым должно быть у всех подтипов расстройств):

Состояния, не объясняющиеся прямым образом обширным повреждением или заболеванием мозга или другим психическим расстройством и удовлетворяющие следующим критериям:
- а) заметная дисгармония в личностных позициях и поведении, вовлекающая обычно несколько сфер функционирования, например аффективность, возбудимость, контроль побуждений, процессы восприятия и мышления, а также стиль отношения к другим людям; в разных культуральных условиях может оказаться необходимой разработка специальных критериев относительно социальных норм;
- б) хронический характер аномального стиля поведения, возникшего давно и не ограничивающегося эпизодами психической болезни;
- в) аномальный стиль поведения является всеобъемлющим и отчётливо нарушающим адаптацию к широкому диапазону личностных и социальных ситуаций;
- г) вышеупомянутые проявления всегда возникают в детстве или подростковом возрасте и продолжают своё существование в периоде зрелости;
- д) расстройство приводит к значительному личностному дистрессу, но это может стать очевидным только на поздних этапах течения времени;
- е) обычно, но не всегда, расстройство сопровождается существенным ухудшением профессиональной и социальной продуктивности.

— Международная классификация болезней (10-й пересмотр), адаптированный для использования в Российской Федерации — /F60/ Специфические расстройства личности. Диагностические критерии
Для отнесения расстройства личности к одному из определённых в МКБ-10 подвидов (для постановки диагноза большей части подтипов) необходимо, чтобы оно удовлетворяло по крайней мере трём определённым для этого вида критериям.
Диагностические критерии из официальной, международной версии МКБ-10 от Всемирной организации здравоохранения (общие диагностические критерии расстройств личности, соответствие которым должно быть у всех подтипов расстройств):

- G1. Указание на то, что характерные и постоянные типы внутренних переживаний и поведения индивидуума в целом существенно отклоняются от культурально ожидаемого и принимаемого диапазона (или «нормы»). Такое отклонение должно проявляться более чем в одной из следующих сфер:
  - 1) когнитивная сфера (то есть характер восприятия и интерпретации предметов, людей и событий; формирование отношений и образов «Я» и «другие»);
  - 2) эмоциональность (диапазон, интенсивность и адекватность эмоциональных реакций);
  - 3) контролирование влечений и удовлетворение потребностей;
  - 4) отношения с другими и манера решения интерперсональных ситуаций.

- G2. Отклонение должно быть полным в том смысле, что отсутствие гибкости, недостаточная адаптивность или другие дисфункциональные особенности обнаруживаются в широком диапазоне личностных и социальных ситуаций (то есть не ограничиваясь одним «пусковым механизмом» или ситуацией).
- G3. В связи с поведением, отмеченном в пункте G2, отмечается личностный дистресс или неблагоприятное воздействие на социальное окружение.
- G4. Должны быть данные о том, что отклонение является стабильным и длительным, начинаясь в старшем детском или подростковом возрасте.
- G5. Отклонение не может быть объяснено как проявление или последствие других психических расстройств зрелого возраста, хотя эпизодические или хронические состояния из секций от F0 до F7 настоящей классификации могут существовать одновременно с ним или возникать на его фоне.
- G6. В качестве возможной причины отклонения должны быть исключены органическое заболевание мозга, травма или дисфункция мозга (если выявляется такая органическая обусловленность, следует использовать рубрику F07).

Оригинальный текст (англ.)
- G1. Evidence that the individual's characteristic and enduring patterns of inner experience and behaviour deviate markedly as a whole from the culturally expected and accepted range (or 'norm'). Such deviation must be manifest in more than one of the following areas:
  - (1) cognition (i.e. ways of perceiving and interpreting things, people and events; forming attitudes and images of self and others);
  - (2) affectivity (range, intensity and appropriateness of emotional arousaland response);
  - (3) control over impulses and need gratification;
  - (4) relating to others and manner of handling interpersonal situations.

- G2. The deviation must manifest itself pervasively as behaviour that is inflexible, maladaptive, or otherwise dysfunctional across a broad range of personal and social situations (i.e. not being limited to one specific 'triggering' stimulus or situation).
- G3. There is personal distress, or adverse impact on the social environment, or both, clearly attributable to the behaviour referred to under G2.
- G4. There must be evidence that the deviation is stable and of long duration, having its onset in late childhood or adolescence.
- G5. The deviation cannot be explained as a manifestation or consequence of other adult mental disorders, although episodic or chronic conditions from sections F0 to F7 of this classification may co-exist, or be superimposed on it.
- G6. Organic brain disease, injury, or dysfunction must be excluded as possible cause of the deviation (if such organic causation is demonstrable, use category F07).

— Международная классификация болезней (10-й пересмотр) — /F60/ Специфические расстройства личности. Диагностические критерии
Согласно МКБ-10, ананкастное расстройство личности диагностируется при наличии общих диагностических критериев расстройства личности, и плюс к ним трёх и более из нижеследующих признаков:
- а) чрезмерная склонность к сомнениям и осторожности;
- б) озабоченность деталями, правилами, перечнями, порядком, организацией или графиками;
- в) перфекционизм (стремление к совершенству), препятствующий завершению задач;
- г) чрезмерная добросовестность, скрупулёзность и неадекватная озабоченность продуктивностью в ущерб удовольствию и межличностным связям;
- д) повышенная педантичность и приверженность социальным условностям;
- е) ригидность и упрямство;
- ж) необоснованные настойчивые требования человеком того, чтобы другие всё делали в точности так, как он, или неблагоразумное нежелание позволять выполнять что-либо другим людям;
- з) появление настойчивых и нежелательных мыслей и влечений.

Включаются:
- компульсивное расстройство личности;
- компульсивная личность;
- обсессивное расстройство личности;
- обсессивная личность;
- обсессивно-компульсивная личность.

Исключаются:
- обсессивно-компульсивное расстройство (F42)[6].

### DSM-5
Согласно DSM-5, обсессивно-компульсивное расстройство личности относится к кластеру С (тревожные и панические расстройства). Человек с таким расстройством характеризуется выраженной озабоченностью порядком, перфекционизмом, а также контролем над собой и окружающими, которых достигает, жертвуя гибкостью, открытостью и эффективностью своего поведения. Для постановки диагноза необходимо, чтобы четыре или более из нижеперечисленных характеристик начали проявляться с ранней зрелости в самых разных контекстах, а также чтобы расстройство удовлетворяло общим критериям расстройства личности. Пациент:
1. Уделяет внимание деталям, правилам, спискам, порядку, организации или расписаниям в ущерб основному смыслу деятельности.
2. Проявляет перфекционизм, мешающий выполнению задач (например, не в состоянии завершить проект, потому что не соблюдены его собственные слишком строгие стандарты).
3. Чрезмерно много внимания уделяет работе и производительности в ущерб досугу и дружбе (исключая случаи, когда это обусловлено очевидными экономическими потребностями).
4. Чрезмерно честный, скрупулёзный и негибкий в вопросах морали, этики и ценностей (не из-за культурной или религиозной принадлежности).
5. Не в состоянии избавиться от изношенных или бесполезных предметов, даже если они не имеют субъективной эмоциональной ценности.
6. Отказывается передавать дела или сотрудничать с другими людьми, пока они не согласятся делать всё в точности, как он.
7. Требует от себя и окружающих бережливости в расходах; деньги рассматриваются как нечто, что нужно откладывать на случай катастрофы.
8. Проявляет негибкость и упрямство[7].

## Интерпретации

### Психоаналитическая
В психоанализе ананкастное расстройство личности понимается как состояние человека с обсессивно-компульсивным типом личности, находящимся на пограничном уровне развития организации личности. Психоаналитики полагают, что человек с таким типом личности может находиться также на невротическом уровне (находиться на уровне акцентуаций или иметь обсессивно-компульсивное расстройство) и психотическом уровне (полная десоциализация), но характерные для данного типа личностные особенности при этом будут сохраняться. Кроме того, в рамках психоаналитического подхода на данный момент есть разногласия по поводу того, стоит ли считать это единым типом личности или следует выделять в нём отдельные типы: обсессивный (склонный к думанию) и компульсивный (склонный к деланию).
Считается, что в основе обсессивно-компульсивной организации личности лежит опора на защитные механизмы «изоляция аффекта» (в основе обсессивной симптоматики) и/или «аннулирование» (в основе компульсивной симптоматики), а также «реактивное образование» и «всемогущий контроль».
Обсессивно-компульсивные люди испытывают большие трудности с эмоциональной сферой жизни. Это делает их иногда похожими на шизоидов, но тогда как для шизоидов проблемой являются чужие эмоции и желания, для ананкастов непереносимыми оказываются свои собственные. Переживание эмоций оказывается для них тесно связанным с ощущением потери контроля, опасности. Таким образом уход в «думание» (вплоть до обсессий) служит для них способом отстраниться от своих эмоций, а «делание» (особенно компульсивное) — способом «отменить» пугающие последствия того, что они чувствовали, например, гнев. Реактивное образование же, как предполагается, защищает ананкастов от их собственных неприемлемых желаний. Но, как всегда в таких случаях, излишний контроль всегда оборачивается периодическими «срывами»: исключительно экономный ананкаст в какой-то момент может продемонстрировать чудеса расточительности, образец доброты — внезапно сорваться в насилие и так далее.
Психоаналитики предполагают, что обсессивно-компульсивные личности формируются тогда, когда родители, наряду с требованиями соблюдения высоких поведенческих стандартов, требуют от ребёнка ещё и соблюдения «стандартов чувствования» — запрещают ему испытывать те или иные эмоции и наказывают, обнаружив «проступок». Так как течение эмоциональных процессов не определяется сознательным выбором человека, то такие требования родителей приводят, в первую очередь, к ощущению ребёнком своей вины за неспособность контролировать свои чувства и желания, а также навязчивому страху перед неотвратимым наказанием.

## Терапия

### Психоаналитическая
Ненси Мак-Вильямс ставит терапию обсессивно-компульсивных личностей следующей по уровню сложности сразу после терапии истерических личностей, то есть считает её имеющей относительно благоприятные прогнозы. Однако эмоционально для терапевта такая терапия может быть весьма трудной. Обсессивно-компульсивные люди склонны демонстрировать полное, даже чрезмерное сотрудничество с терапевтом на сознательном уровне, но на бессознательном — провоцировать раздражение, критиковать каждое слово терапевта и упорно отрицать свои чувства. Ананкаст склонен видеть в терапевте авторитета, но в то же время бояться этой авторитетности и пытаться свергнуть терапевта с пьедестала (на который сам же его и вознёс). Атмосфера жёсткой подковёрной борьбы сопровождает весь процесс психотерапии. Терапевт может чувствовать себя бесполезным, глупым, скучным и даже начать сомневаться в эффективности того, что он делает. Но если он выдерживает всё это, не осуждая и не нападая — клиент глубоко это ценит.